# Liste der Kulturdenkmale in Salzenforst

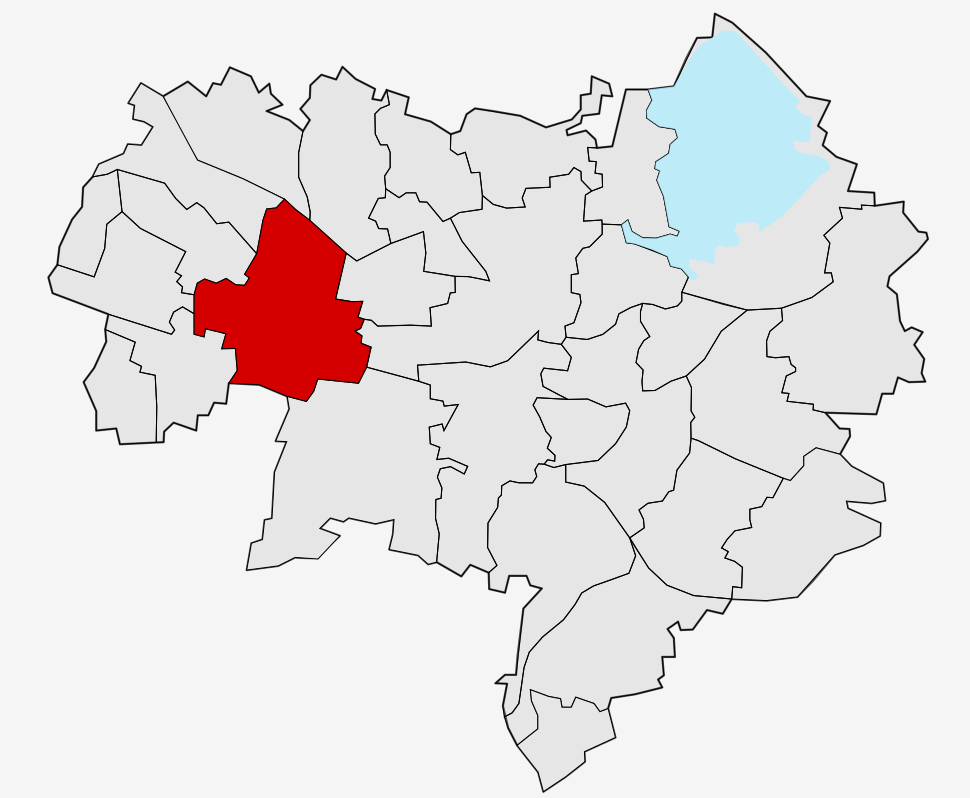
Lage von Salzenforst in Bautzen

In der Liste der Kulturdenkmale in Salzenforst sind die Kulturdenkmale des Bautzener Ortsteils Salzenforst  verzeichnet, die bis März 2018 vom Landesamt für Denkmalpflege Sachsen erfasst wurden (ohne archäologische Kulturdenkmale). Die Anmerkungen sind zu beachten.

## Liste der Kulturdenkmale in Salzenforst
| Bild           | Bezeichnung | Lage                                      | Datierung                                             | Beschreibung | ID       |
| -------------- | --- | ----------------------------------------- | ----------------------------------------------------- | --- | -------- |
| Weitere Bilder | Denkmal für die Gefallenen des Ersten Weltkrieges                                                                            | (am Ortsausgang Richtung Bautzen) (Karte) | 1921                                                  | Mit Inschriften in Deutsch und Sorbisch, ortsgeschichtlich von Bedeutung | 09252284 |
| Weitere Bilder | Sachgesamtheit Königlich-Sächsische Triangulierung („Europäische Gradmessung im Königreich Sachsen“); Station 49 Salzenforst | (am Ortsausgang Richtung Bautzen) (Karte) | Bezeichnet mit 1865                                   | Triangulationsstein, Station 2. Ordnung; bedeutendes Zeugnis der Geodäsie des 19. Jahrhunderts, vermessungsgeschichtlich von Bedeutung. Der historische Vermessungspfeiler steht gut sichtbar unweit einer Straßengabelung am Ostrand des Ortes in der Feldlage neben einzelnen Sträuchern. Jahrelang lag die Deckplatte neben der Säule und dabei teilweise verschüttet im Erdreich. Im August 2011 wurde sie wieder auf die Säule gehoben und das Umfeld von Fundamentresten des ehemaligen Hochsignals bereinigt. In der Inschrift „Station / SALZENFORST / der / ... ... / Triangulirung / 1865“ wurde „Kön. Sächs.“ unleserlich gemacht. An der Ostseite ist unten „TP“ eingemeißelt worden. Die Sichten zu anderen Punkten sind durch die erfolgte Bebauung und neue Waldgebiete nicht mehr gegeben. Es war kein Höhenbolzen an dem Pfeiler angebracht. Die Sichten zu Nachbarpunkten sind durch Wald und Neubebauungen an der Straße eingeschränkt. Im Zeitraum 1862 bis 1890 erfolgte im Königreich Sachsen eine Landesvermessung, bei der zwei Dreiecksnetze gebildet wurden. Zum einen handelt es sich um das Netz für die Gradmessung im Königreich Sachsen (Netz I. Classe/Ordnung) mit 36 Punkten und die Königlich Sächsische Triangulierung (Netz II. Classe/Ordnung) mit 122 Punkten. Geleitet wurde diese Landesvermessung durch Christian August Nagel, wonach die Triangulationssäulen auch als „Nagelsche Säulen“ bezeichnet werden. Dieses Vermessungssystem war eines der modernsten Lagenetze in Deutschland. Die hierfür gesetzten Vermessungssäulen blieben fast vollständig an ihren ursprünglichen Standorten erhalten. Sie sind ein eindrucksvolles Zeugnis der Geschichte der Landesvermessung in Deutschland sowie in Sachsen. Das System der Vermessungssäulen beider Ordnungen ist in seiner Gesamtheit ein Kulturdenkmal von überregionaler Bedeutung.                                                        | 09252283 |
| Weitere Bilder | Jüdische Gedenkstätte (Sachgesamtheit)                                                                                       | Am Chorberg (Karte)                       | Nach 1945                                             | Sachgesamtheit Jüdische Gedenkstätte für 43 jüdische Frauen mit folgenden Einzeldenkmalen: Gedenkstein mit zwei flankierenden Leuchterstelen (siehe Obj. 09252285) sowie Einfriedung und Anlage der Gedenkstätte als Sachgesamtheitsteil; ortsgeschichtlich und geschichtlich von Bedeutung | 09302050 |
| Weitere Bilder | Gedenkstein und zwei flankierende Leuchterstelen (Einzeldenkmale zu ID-Nr. 09302050)                                         | Am Chorberg (Karte)                       | Nach 1945                                             | Einzeldenkmale der Sachgesamtheit Jüdische Gedenkstätte; ortsgeschichtlich und geschichtlich von Bedeutung. Gedenkstein aus Granit, bestehend aus einem großen Quader mit Davidstern (Dreieck aus rötlichem Basalt eingesetzt) und Inschriftenplatte, flankiert von zwei Granitstelen mit siebenarmigem Leuchter; Eingangseinfriedung; in Mulde gelegen. | 09252285 |
|                | Betkreuz | Handrij-Zejler-Straße (Karte)             | Bezeichnet mit 1902                                   | Regionalgeschichtlich von Bedeutung, Granitsockel mit Datierung und sorbischem Spruch, Eisenkreuz mit Spruchmedaillon und vergoldetem Christus | 09252286 |
| Weitere Bilder | Denkmal für Handrij Zejler                                                                                                   | Handrij-Zejler-Straße (Karte)             | Um 1950                                               | Schrifttafeln und Gedenkplatte mit Kopf in Blumenmedaillonform, ortsgeschichtlich von Bedeutung. Denkmal für den in Bautzen-Salzenforst geborenen, sorbischen Dichter und Herausgeber Handrij Zejler (1804–1872). Dreiteiliger Aufbau, bestehend aus mittiger Betonstele und flankierenden, granitenen Tafeln. An der hochrechteckigen, grauen Betonstele das flach in roten Stein geschnittene, von einem Kranz aus sechs steinernen Blütenblättern gerahmte Bildnismedaillon Zejlers befestigt. Seitliche Granittafeln leicht eingerückt vor die Stele gesetzt. Diese schließen zur Mitte gerade ab, bauchen nach außen aber tropfenförmig aus. Links erscheint ein Text in sorbischer Sprache, rechts Name und Lebensdaten Zejlers eingraviert. Nach seinem in Leipzig in den Jahren von 1825 bis 1829 absolvierten Theologiestudium arbeitete Zejler zunächst als Hilfsprediger in Klix bei Bautzen, später von 1835 bis zu seinem Tod im Jahr 1872 als Pfarrer in Lohsa. Schon als Student gab er gemeinsam mit einem Kommilitonen die handschriftliche, studentische Sorbische Zeitung (1826–1828) heraus, in späteren Jahren (von 1842 bis 1848) übernahm Zejler auf Bitten J.A. Smolers die Redaktion der ersten regulären sorbischen Zeitung und war von 1844 bis 1849 selbst Herausgeber eines evangelischen Monatsblattes. Neben seiner publizistischen Tätigkeit widmete sich Zejler auch volkskundlich-linguistischen Studien, die in der Herausgabe einer zeitgemäßen obersorbischen Grammatik sowie der Mitarbeit an einem obersorbisch-deutschen Wörterbuch mündeten. Allem voran ist Zejler aber als Dichter volkstümlich-romantischer Poesie bekannt und gilt als Begründer und wichtigster Vertreter der modernen sorbischen Kunstliteratur bei den Lausitzer Sorben. Das Denkmal ist wegen des mit ihm verbundenen Gedenkens an den sorbischen Dichter Handrij Zejler von personen- und regionalgeschichtlicher Bedeutung. | 09252288 |
|                | Wohnhaus eines zentralen Dreiseithofes                                                                                       | Handrij-Zejler-Straße 15 (Karte)          | 1920er Jahre, Kern wohl 18. Jahrhundert               | Baugeschichtliche und städtebauliche Bedeutung, breit gelagerter zweigeschossiger massiver Baukörper mit markantem Dachreiter, Walmdach mit Schleppgaupe und Biberschwanzdeckung | 09302906 |
|                | Wohnstallhaus | Handrij-Zejler-Straße 18 (Karte)          | 18. Jahrhundert                                       | Obergeschoss Fachwerk verbrettert, eines der wenigen originalen Häuser im Ort, baugeschichtlich von Bedeutung, mit Dachüberstand, Fenster in originaler Größe | 09253109 |
|                | Friedhofskapelle und ein Grabmal auf dem Friedhof                                                                            | Schwalbenweg (Karte)                      | 19. Jahrhundert (Grabmal); um 1950 (Friedhofskapelle) | Baugeschichtlich und ortsgeschichtlich von Bedeutung. - Kapelle: kleiner Putzbau mit Satteldach und Glockentürmchen - Grabmal: Sandsteinkubus mit profilierter Abdeckplatte; Bekrönung durch einen Engel, der ein kleines Kind umarmt, und lateinisches Kreuz - Friedhof mit Baumreihen aus geschnittenen Linden (Tilia spec.) entlang der Friedhofsgrenze sowie Baumpaar aus geschnittenen Linden (Tilia spec.) (Torbäume) am Friedhofseingang, lückenhafte geschnittene Weißdorn-Hecke als Einfriedung, Blick in die Landschaft | 09252287 |

## Tabellenlegende
- Bild: Bild des Kulturdenkmals, ggf. zusätzlich mit einem Link zu weiteren Fotos des Kulturdenkmals im Medienarchiv Wikimedia Commons. Wenn man auf das Kamerasymbol klickt, können Fotos zu Kulturdenkmalen aus dieser Liste hochgeladen werden:
- Bezeichnung: Denkmalgeschützte Objekte und ggf. Bauwerksname des Kulturdenkmals
- Lage: Straßenname und Hausnummer oder Flurstücknummer des Kulturdenkmals. Die Grundsortierung der Liste erfolgt nach dieser Adresse. Der Link (Karte) führt zu verschiedenen Kartendiensten mit der Position des Kulturdenkmals. Fehlt dieser Link, wurden die Koordinaten noch nicht eingetragen. Sind diese bekannt, können sie über ein Tool mit einer Kartenansicht einfach nachgetragen werden. In dieser Kartenansicht sind Kulturdenkmale ohne Koordinaten mit einem roten bzw. orangen Marker dargestellt und können durch Verschieben auf die richtige Position in der Karte mit Koordinaten versehen werden. Kulturdenkmale ohne Bild sind an einem blauen bzw. roten Marker erkennbar.
- Datierung: Baubeginn, Fertigstellung, Datum der Erstnennung oder grobe zeitliche Einordnung entsprechend des Eintrags in der sächsischen Denkmaldatenbank
- Beschreibung: Kurzcharakteristik des Kulturdenkmals entsprechend des Eintrags in der sächsischen Denkmaldatenbank, ggf. ergänzt durch die dort nur selten veröffentlichten Erfassungstexte oder zusätzliche Informationen
- ID: Vom Landesamt für Denkmalpflege Sachsen vergebene, das Kulturdenkmal eindeutig identifizierende Objekt-Nummer. Der Link führt zum PDF-Denkmaldokument des Landesamtes für Denkmalpflege Sachsen. Bei ehemaligen Kulturdenkmalen können die Objektnummern unbekannt sein und deshalb fehlen bzw. die Links von aus der Datenbank entfernten Objektnummern ins Leere führen. Ein ggf. vorhandenes Icon  führt zu den Angaben des Kulturdenkmals bei Wikidata.